# Zweiter Abendmahlsstreit
Der zweite Abendmahlsstreit wurde zur Zeit der Reformation in Deutschland zwischen Lutheranern und Reformierten sowie innerhalb der lutherischen Kirchen zwischen Gnesiolutheranern und Philippisten geführt. 
Nach dem Abflauen des ersten reformatorischen Abendmahlsstreits zwischen Martin Luther und Ulrich Zwingli sowie ihren Anhängern kam es in den 1550er Jahren zu einem erneuten Ausbrechen des Konflikts. Anlass war 1551 die Veröffentlichung des 1549 zwischen Heinrich Bullinger und Jean Calvin geschlossenen Consensus Tigurinus, mit der Calvin, dessen Abendmahlslehre von den Lutheranern zunächst akzeptiert worden war, sich der zwinglianischen Auffassung angenähert hatte. Der Hamburger Theologe Joachim Westphal veröffentlichte darauf 1552 einen Angriff gegen Calvin; dieser wehrte sich 1555 mit einer Defensio sanae et orthodoxae doctrinae, worauf er von lutherischer Seite u. a. von Erhard Schnepf, Johannes Brenz und Nikolaus Amsdorf angegriffen wurde. Für Calvins Position traten neben Bullinger u. a. auch Johannes a Lasco und Theodor Beza ein. 
Hauptgegenstand der Auseinandersetzungen war wie schon im Streit zwischen Luther und Zwingli die Realpräsenz des Leibes Christi, die vor allem die Gnesiolutheraner bei Calvin nicht ausreichend gesichert sahen. Zu einem Hauptargument wurde die Ubiquitätslehre, durch die man Calvins Argument, Christi Leib könne materialiter (rein stofflich) nicht auf der Erde sein, begegnen konnte. 
Im Zusammenhang mit diesem Streit kam es auch zu Angriffen auf Philipp Melanchthon und seine Anhänger, die „Philippisten“, denen man Kryptocalvinismus, d. h. eine Annäherung an das Abendmahlverständnis Calvins vorwarf. Melanchthon selbst versuchte zwar, durch Korrespondenz mit Calvin zu einer Einigung zu kommen, scheute aber vor einer klaren Parteinahme zurück. Einige Philippisten wie Albert Hardenberg in Bremen gingen jedoch in das calvinistische Lager über, ebenso der Pfälzer Kurfürst Friedrich der Fromme, der 1560 den gnesiolutherischen Generalsuperintendenten Tilemann Hesshus entließ und sein Territorium dem Calvinismus zuführte. 
Erst mit der Einigung auf die Konkordienformel, die freilich nicht von allen Beteiligten unterzeichnet wurde, kam es 1577 innerhalb des Luthertums zu einem gewissen Ausgleich der Lehrstreitigkeiten.